# Sthefany Brito
Sthefany Fernandes de Brito, mult mai cunoscută ca Sthefany Brito, (n. 19 iunie 1987, São Paulo) este o actriță din Brazilia și sora mai mare a actorului Kayky Brito.